# Tour des Martyrs
La tour des Martyrs est un vestige des anciens remparts du vieil Annonay, dans l'Ardèche. Tour d'artillerie moderne installée dans un saillant du rempart Est de la ville, en surplomb de l'ancien quartier des Martins, à proximité d'un gué permettant anciennement le passage sur la Déôme.
Son nom est lié à un épisode des guerres de religion où des habitants d'Annonay, qui avaient pris les armes, furent jetés du haut des différentes tours de la ville,.

## Historique
Utilisant son relief, le vieil Annonay est établi sur une butte entre les deux proches vallées encaissées de la Déôme et la Cance, dont la confluence se trouve directement en aval de la ville. Le site du château du Haut-Annonay, au sud du centre historique, se trouvait encadré de murs qui surplombaient les deux vallées. Avec l'accroissement du bourg castral, le dispositif fut complété par des tours de guet et de nouvelles entrées, et un second mur au XIVe siècle, englobant le quartier compris à l'arrière de la tour des martyrs.
La tour actuelle a vraisemblablement été édifiée à la fin du XVIIe siècle. Elle a été reconstruite au XVIIIe siècle pour les trois niveaux supérieurs. Elle est d'ailleurs intégré à l'ancien Couvent Sainte-Marie.

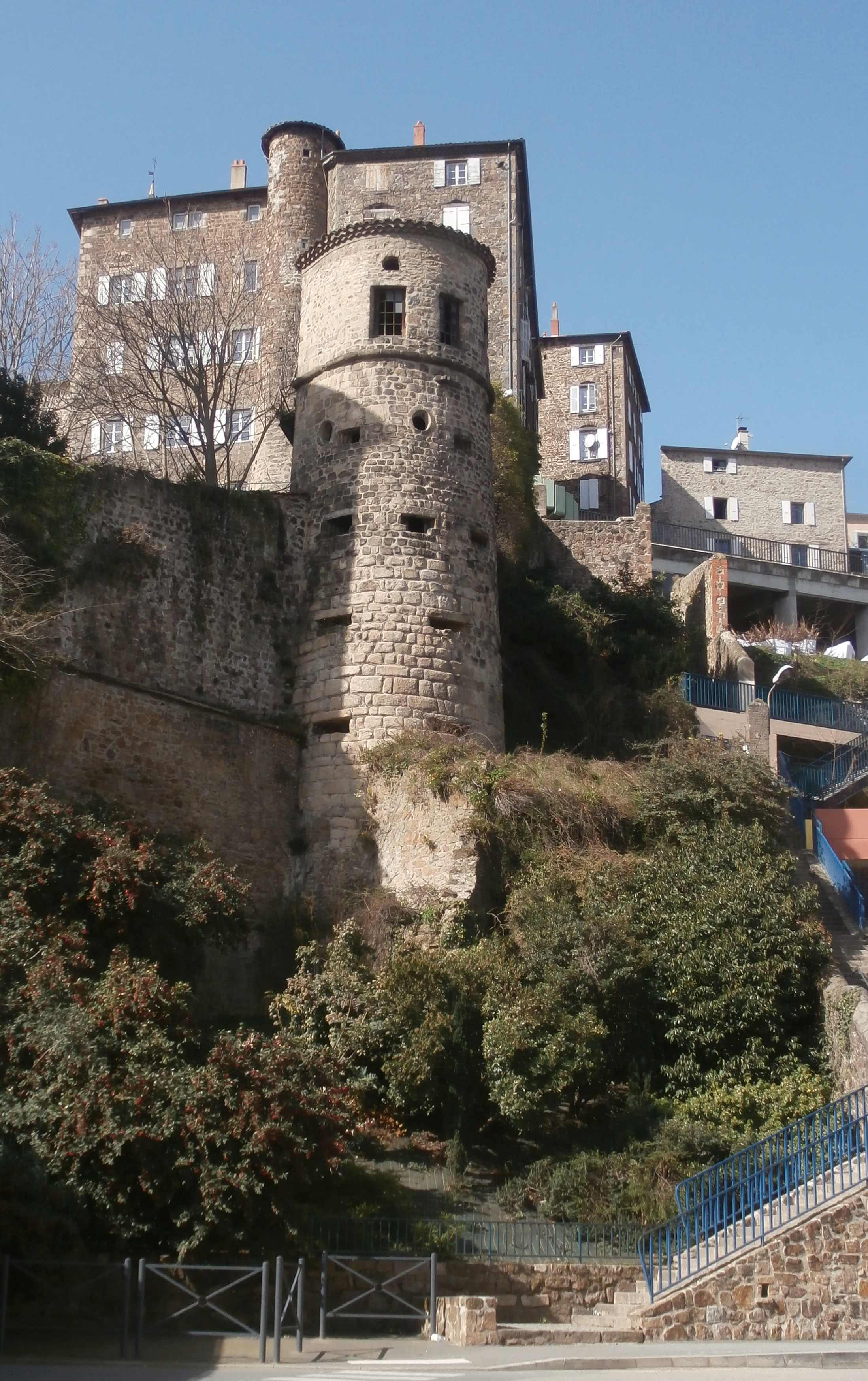
Tour des martyrs avant la rénovation de 2023

Une campagne de fouille est menée en 2019, la mairie ayant la volonté de valorisation de son patrimoine.
La tour des martyrs et sa partie de courtine fait l’objet d’une inscription au titre des monuments historiques depuis le 1er octobre 2021. Elle fait l'objet d'une rénovation durant le printemps 2023.